# Kerrang! Awards 2009
Die Kerrang! Awards 2009 fanden am 3. August 2009 in London statt und wurde von Slipknot-Sänger Corey Taylor und Anthrax-Gitarrist Scott Ian moderiert. Die Preisverleihung ging in diesem Jahr in die zwölfte Runde. Die Preisträger wurden von den Lesern via Internet und Post sowie einer Fachjury ermittelt.

## Preisträger und Nominierte
Allein die US-amerikanische Band Slipknot wurde sechsmal für einen Award nominiert, zweimal in der Kategorie Bester Song. Die Gruppe konnte zwei Awards gewinnen. Metallica wurde in 5 Kategorien nominiert, wovon die Band allerdings nur eine gewann. For What It’s Worth von Placebo wurde gleich in zwei Kategorien (Best Single und Best Video) nominiert, allerdings gewann Placebo keinen Award.

### Resultate

#### Best British Newcomer
- In Case of Fire
- My Passion
- Fei Comodo
- Attack! Attack!
- Young Guns

#### Best International Newcomer
- The Gaslight Anthem
- Five Finger Death Punch
- Shinedown
- Metro Station
- VersaEmerge

#### Best Live Band
- Slipknot
- Metallica
- Enter Shikari
- The Prodigy
- Gallows

#### Best Single
- Omen – The Prodigy
- All Nightmare Long – Metallica
- Dead Memories – Slipknot
- Psychosocial – Slipknot
- For What It’s Worth – Placebo

#### Best Video
- Oblivion – Mastodon
- Hollywood Whore – Papa Roach
- Sulfur – Slipknot
- The Day That Never Comes – Metallica
- For What It’s Worth – Placebo

#### Best Album
- Death Magnetic – Metallica
- 21st Century Breakdown – Green Day
- All Hope Is Gone – Slipknot
- Grey Britain – Gallows
- Battle for the Sun – Placebo

#### Best British Band
- Bullet for My Valentine
- Bring Me the Horizon
- You Me at Six
- Enter Shikari
- Gallows

#### Best International Band
- Slipknot
- Green Day
- Metallica
- Madina Lake
- Lamb of God

Weitere Awards gingen an Linkin Park (Classic Songwriter), Hayley Williams von Paramore (Sexiest Female), The Wildhearts (Spirit of Independence), Alice in Chains (Kerrang! Icon), Machine Head (Inspiration) und Limp Bizkit (Hall of Fame).